# Kazuma Kaya
Kazuma Kaya (萱 和磨, Kaya Kazuma, né le 19 novembre 1996 à Chiba) est un gymnaste japonais.
Il remporte la médaille d'or par équipes et une médaille de bronze lors des Championnats du monde à Glasgow en 2015. En 2015, il remporte aussi le titre du cheval d'arçons lors des Championnats d'Asie à Hiroshima.
Il est médaillé de bronze par équipes aux Mondiaux de 2018 à Doha. Il remporte le titre individuel et par équipes lors des Universiades de 2019 à Naples.
Lors des Championnats du monde de gymnastique artistique 2019, il est médaillé de bronze par équipes ainsi qu'aux barres parallèles.
Il est médaillé d'argent au cheval d'arçons aux Championnats du monde de gymnastique artistique 2021.